# Коктогай (Алгинський район)
Коктога́й (каз. Көктоғай) — село у складі Алгинського району Актюбінської області Казахстану. Входить до складу Каракудицького сільського округу.
До 2009 року село називалося Голубиновка.
Населення — 263 особи (2021; 327 у 2009, 423 у 1999, 523 у 1989).